# ステルヴィオ峠
ステルヴィオ峠（イタリア語: Passo dello Stelvio）は、イタリア北部のアルプス山中にある峠。ロンバルディア州北部（ソンドリオ県）と南チロル（ボルツァーノ自治県）とを結ぶ。標高は2757mで、アルプス山系の峠としてはイズラン峠（標高2770m）に次ぐ高さを誇る。峠のすぐ北にはスイスとの国境線が走る。

## 地名
日本語文献では「ステルビオ峠」と表記されることも多い。
- ドイツ語: Stilfser Joch（シュティルフサー・ヨッホ）

## 地理

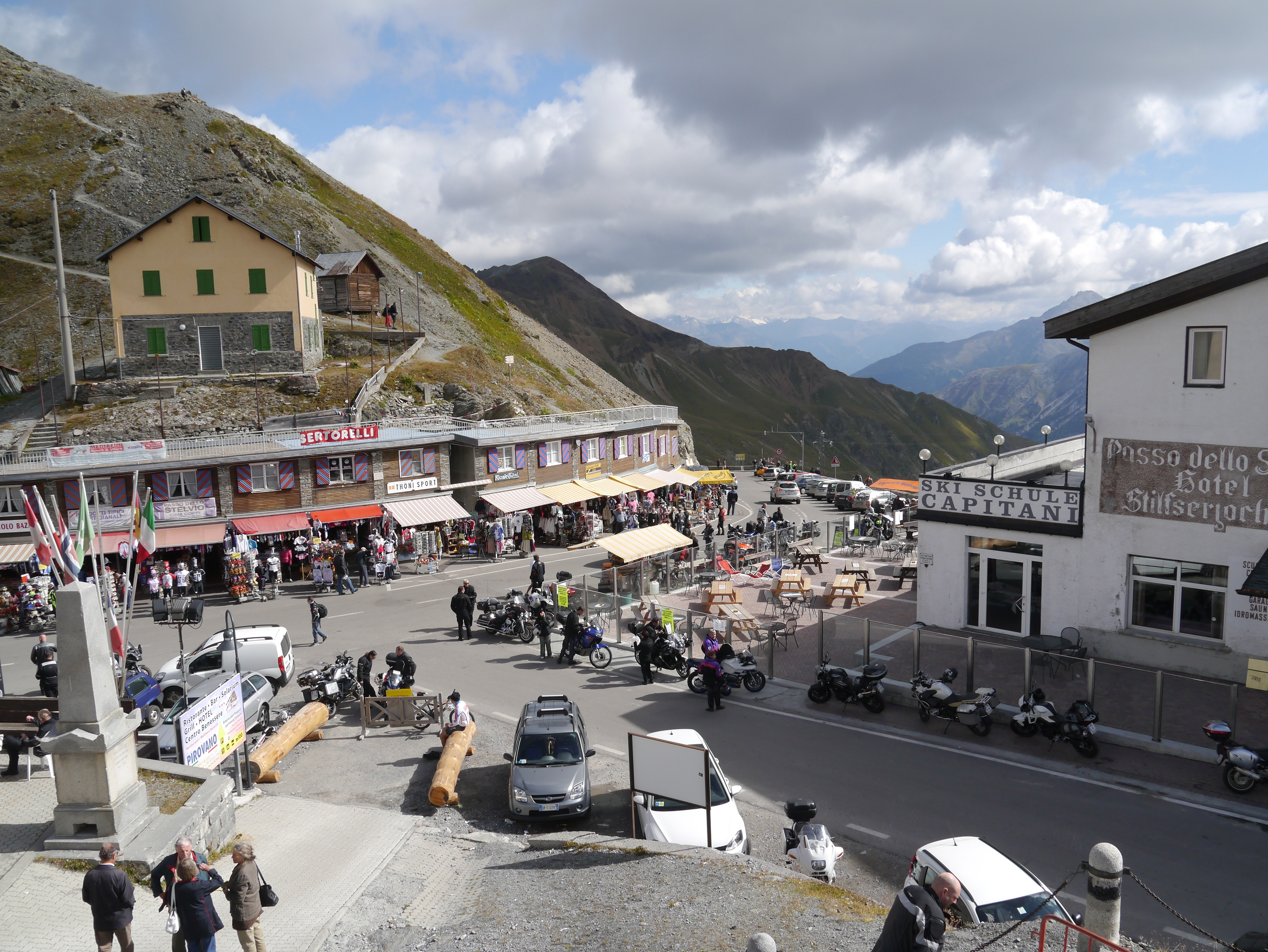
峠の頂上。店舗やホテルが建ち並ぶ

この地を通る道路は、1826年に開通した。ソンドリオ県のボルミオとボルツァーノ自治県のプラート・アッロ・ステルヴィオとを結んでおり、行政上はボルミオとステルヴィオの境界に位置する。
峠のすぐ北側はスイス領であり、峠からの比高約100mの「三言語の山」ドライシュプラーヘンシュピッツェ（Dreisprachenspitze、2843m。イタリア語でチーマ・ガリバルディ Cima Garibaldi とも呼ばれる）が、グラウビュンデン、ロンバルディア、チロルの境界となっている。「三言語の山」は、ロマンシュ語（グラウビュンデン）、イタリア語（ロンバルディア）、ドイツ語（チロル）の領域が交わるところから名づけられた。第一次世界大戦まで、ボルツァーノ自治県（南チロル）がオーストリア・ハンガリー帝国領であったことから、「三言語の山」は3か国の国境が集まる地点であった。
峠の頂上から西に下った地点からは、北へスイス側に越える道路（サンタ・マリア・ヴァル・ミュシュタイアーに至る）が分かれている。スイスに越える地点はウンブライル峠 (Umbrail Pass) と呼ばれている。

## 道路
峠越えの道路は、西側（ソンドリオ県側）から以下の集落を通過する。
- ボルミオ - 峠 - ステルヴィオ - プラート・アッロ・ステルヴィオ

この道路は、ソンドリオ県とボルツァーノ自治県を結ぶ唯一の道路であり、イタリア国道38号 (it:Strada statale 38 dello Stelvio) の一部として指定されている。
- 峠の北東に位置するプラート・アッロ・ステルヴィオを起点とした場合、峠は水平距離に換算して約26kmの地点にあり、平均斜度7.7％、最大斜度は15％。
- 南西に位置するボルミオを起点とした場合、峠は水平距離に換算して約21.5kmの地点にあり、平均斜度7.1%、最大斜度12.1％。

峠の道中はヘアピンカーブの連続という、厳しい行程となっている。自転車競技のグランツールと称するロードレース大会の一つ、ジロ・デ・イタリアにおいて度々登場することでも知られる。
英国BBC Twoの自動車バラエティ番組トップ・ギアにおいては、「世界最高のドライビングロード」として評価されている。